# Lengua Village-Barrackpore
Lengua Village-Barrackpore es una villa de Trinidad y Tobago, que forma parte de la región de Princes Town.

## Geografía
La villa abarca parte de la isla Trinidad y limita al norte y oeste con St. Croix Village y al sur y este con Barrackpore.

## Demografía
Datos demográficos de la villa de Lengua Village-Barrackpore:
| Gráfica de evolución demográfica de Lengua Village-Barrackpore entre 2000 y 2011 |
|                                                                                  |